# Trichaphodius fukiensis
Trichaphodius fukiensis är en skalbaggsart som beskrevs av Vladimir Balthasar 1952. Trichaphodius fukiensis ingår i släktet Trichaphodius och familjen Aphodiidae. Inga underarter finns listade i Catalogue of Life.